# Senegal i olympiska vinterspelen 2006
Senegal deltog med en deltagare vid de olympiska vinterspelen 2006 i Turin. Landets deltagare erövrade ingen medalj.